# Вальо Марія Андріївна

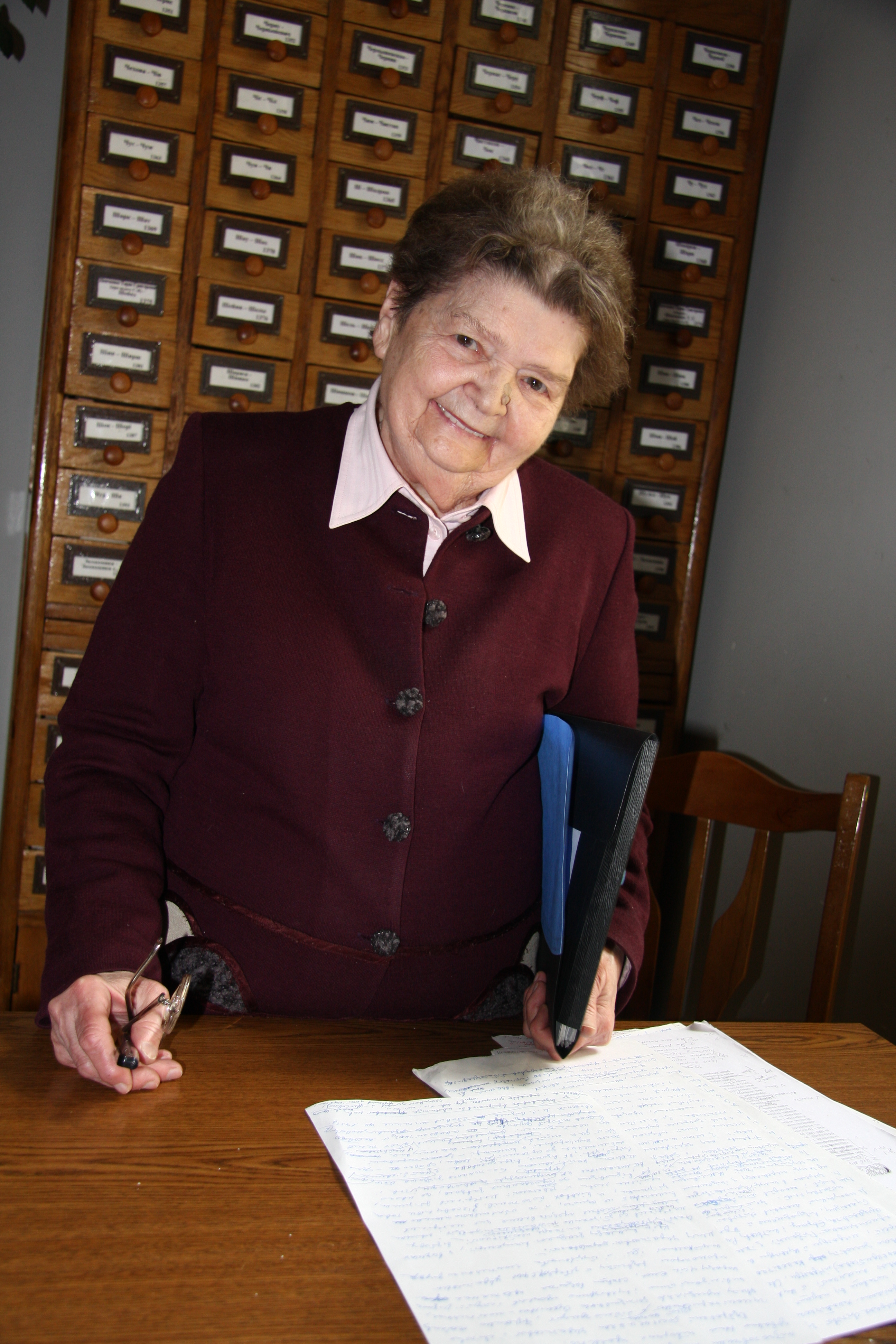
2009 р., фото М. Маслюка

Марія Андріївна Вальо (пол. Maria Walo,*16 червня 1925, Борислав — † 1 червня 2011, Львів) — український бібліограф, бібліографознавець, книгознавець, літературознавець, дійсний член Наукового товариства імені Шевченка.

## Біографія
- 1938—1944 навчалась в українській приватній гімназії «Рідної школи» в Дрогобичі (закінчення середньої освіти: десятий клас середньої школи № 1 в Бориславі)
- 1945—1951 студентка українського відділу філологічного факультету Львівського державного університету імені Івана Франка
- 1951 прийнята (за рекомендацією акад. М. С. Возняка) мол. наук. співроб. у відділ української літератури Інституту суспільних наук АН УРСР у Львові (тепер — Інститут українознавства імені І. Крип'якевича НАН України)
- 1962 захистила канд. дисертацію «Життя і творчість Ірини Вільде»
- 1963 ст. наук. співроб. згаданого інституту
- 1972 після провокативної ліквідації відділу української літератури була скерована на роботу у відділ наукової бібліографії Львівської наукової бібліотеки АН УРСР (тепер — Львівська національна наукова бібліотека України імені Василя Стефаника), де працювала до березня 2011 р.
- 1992 р. дійсний член Наукового Товариства ім. Т. Шевченка у Львові (комісія бібліографії та книгознавства, славістична комісія)
- Померла у Львові, була похована на Сихівському цвинтарі. В березні 2025 р. перепохована з чоловіком Василем Панасюком на Личаківському цвинтарі.

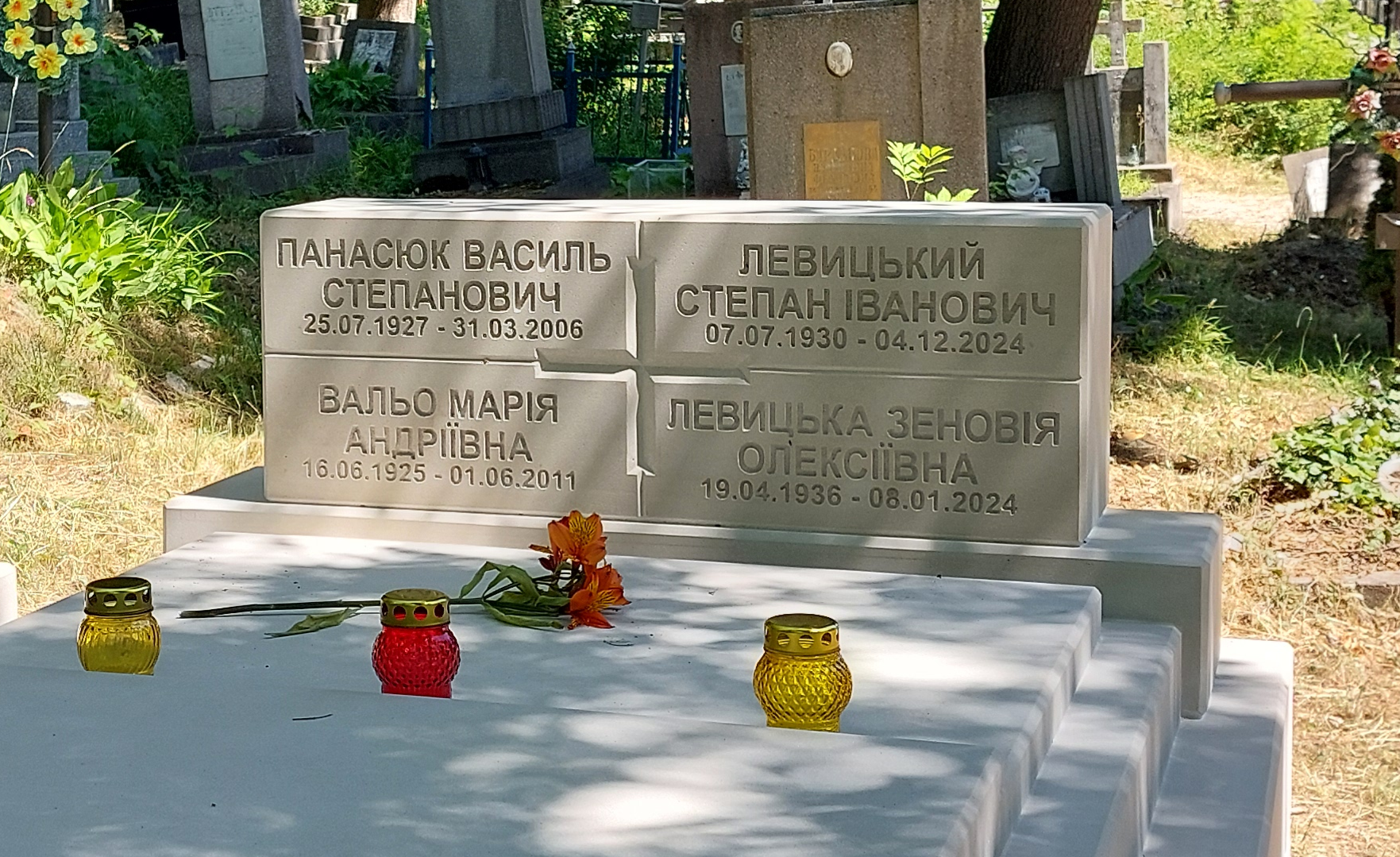
Могила Марії Вальо на 80-му полі Личаківського цвинтаря.

## Наукова діяльність
Сфера наукових інтересів: історія української літератури (зокрема, розвиток літературно-наукової думки в Україні кінця 18—другої половини 19 ст., української літератури і науки в Західній Україні), історія українського театру, історія бібліографії, славістика.
М. Вальо — автор багатьох енциклопедичних гасел (Енциклопедія історії України, Енциклопедія сучасної України, Українська літературна енциклопедія, енциклопедичний довідник «Українська журналістика в іменах» та ін.) про діячів науки та культури, бібліографів, літераторів.
Протягом багатьох років займалася дослідженням літературної спадщини Ірини Вільде: опублікувала літературно-критичний нарис «Ірина Вільде» (Київ, 1962), уклада бібліографічну персоналію письменниці (у співавторстві з Є. М. Лазебою, Львів, 1972), опублікувала низку статей про І. Вільде як лауреата Шевченківської премії, у співавторстві підготувала сценарій вистави за романом «Сестри Річинські», уклала збірник «Ірина Вільде: незбагненне серце» (Львів, 1990). До кінця життя працювала над укладанням повної біобібліографічної персоналії І. Вільде та збірником спогадів і листування письменниці (у співавторстві з М. Мовною), який не встигла закінчити. Книга вийшла  2020 р. як спільна праця М. Мовної та М. Вальо.
Укладач численних біобібліографічних персоналій українських вчених-бібліографів, книгознавців, письменників: «Ірина Вільде» (у співавт. з Є. М. Лазебою. — Львів, 1972); «Лукія Лук'янівна Гумецька: до 80-річчя від дня народження» (у співавт. з Г. В. Войтів. — Львів, 1981); «Ярослав Галан (1902–1982): (до 80-річчя від дня народження)» (Львів, 1982); Марія Миколаївна Мольнар-Мундяк (1928–1958) (до ІХ Міжнар. конгр. славістів в Києві)" (Львів, 1983) «Григорій Антонович Нудьга: (до 75-ліття від дня народження)» (у співавт. з О. Д. Кізликом. — Львів, 1987); «Степан Васильович Щурат: (до 80-річчя від дня народження)» (Львів, 1988); «Дмитро Павличко: у 2 ч.» (М. Вальо — керівник кол. і уклад. — Львів, 1989). Автор своєрідного жанру бібліографічного дослідження, в якому до біобібліографічної персоналії додано архівні матеріали — листи, спогади. Таке поєднання розширює рамки бібліографії як вузько прикладної науки, надаючи їй статусу просопографічного дослідження.  Уперше цей метод застосувала у виданні: «Марія Деркач (1896–1972). Бібліографічний покажчик. Спогади. Розвідки. Листи» (Львів, 1999). Прикладом такого жанру є  власна біобібліографічна персоналія (упоряд. Т. Кульчицька, 2001), яку М. Вальо доповнила спогадами «Мої учителі», та збірник «Зеновія Франко (1926–1991): Статті. Спогади. Матеріали» (Львів, 2003).
Окремим аспектом наукових зацікавлень вченої стало дослідження славістичної бібліографії під кутом зору відображення в ній літературної україніки. У цьому руслі М. Вальо опублікувала монографію «Відображення в радянській бібліографії зв'язків української літератури з літературами братніх народів СРСР» (1981), бібліографічний покажчик «Матеріали до бібліографії бібліографій зв'язків української літератури з літературами зарубіжних слов'ян» (1983), бібліографічний покажчик перекладів польської літератури українською мовою і критичних праць про неї в Україні за 1800–1980 рр. (складова частина п‘ятитомної праці «Українська література в загальнослов'янському і світовому літературному контексті» (т. 4, 1991), цінну розвідку «Концепції і проблеми слов'янської і славістичної бібліографії» (1999) та ін.
Дослідниця історії українського книгознавства та бібліографії, автор статей та досліджень про українських бібліографів: Ю. Меженка, І. Калиновича, Л. Ільницьку, В. Полєка, М. Деркач, а також про книгознавчу діяльність М. Возняка, видавничу діяльність Українського педагогічного товариства «Рідна Школа» за 1881–1939 рр., про діяча української видавничої справи Я. Оренштайна. Вперше в історії української бібліографії підготувала і упорядкувала капітальне видання з передмовою, коментарями та примітками «Іван Франко. Бібліографічна спадщина: зб. вибр. праць і матеріалів» (Львів, 2008).
Автор публікацій з історії бібліотекознавства, зокрема, співавтор колективної праці «Львівська наукова бібліотека ім. В. Стефаника АН УРСР : історичний нарис» (Львів, 1989), розвідки «Діяльність відділу наукової бібліографії, 1963–2010 рр.» (2010) та ін.
Автор низки публікацій історико-краєзнавчого характеру. Так, у збірнику «Подорожі в українські Карпати» були опубліковані цінні зразки подорожніх нарисів 19—п. 20 ст. Цінним внеском у розвиток історичного краєзнавства стали публікації про маловідомого в Україні мандрівника французького походження, професора львівського університету Б. Гакета, зініційовані вченою. Це, зокрема, зб. «Бальтазар Гакет і Україна» (Львів, 1997), публікацією якого авторка повернула в культурний обіг унікальну чотиритомну працю Б. Гакета — опис його подорожей в Карпати (1788–1795) та на південь України (1797). Для цього видання вчена уклала бібліографію праць Б. Гакета та літератури про нього. Вагомим є також упорядкований нею (разом з М. Крілем) збірник «Бальтазар Гакет — дослідник Південно-Східної і Центральної Європи» (Львів, 2000).

## Бібліографічні покажчики, збірники
- Ірина Вільде : бібліогр. покажчик / у співавт. з Є. М. Лазебою. — Львів, 1972. — 66 с.;
- Антифашистский конгресс работников культуры во Львове 1936 года : библиогр. указ. / в соавт.с Е. М. Лазебой и др. — Львов, 1978. — 62 с.;
- Лукія Лук'янівна Гумецька : бібліогр. покажчик : до 80-річчя від дня народження / у співавт. з Г. В. Войтів. — Львів, 1981. — 47 с.;
- Ярослав Галан (1902–1982) : бібліогр. покажчик : (до 80-річчя від дня народження). — Львів, 1982. — 354 с.;
- Марія Миколаївна Мольнар-Мундяк (1928–1958) : бібліогр. покажчик (до ІХ Міжнар. конгр. славістів в Києві). -Львів, 1983. — 28 с.;
- Матеріали до бібліографії бібліографій зв'язків укр. літ. з літ. зарубіжних слов'ян. — (До IX Міжнар.конгр. славістів). — Львів, 1983. — 27 с.;
- Григорій Антонович Нудьга : бібліогр. покажчик : (до 75-ліття від дня народження) / у співавт. З О. Д. Кізликом. — Львів, 1987. −67 с.;
- Степан Васильович Щурат : бібліогр.покажчик : (до 80-річчя від дня народження). — Львів, 1988. — 40 с.;
- Львівська наукова бібліотека ім..В. Стефаника АН УРСР : іст. нарис. / серед авт. колективу М. А. Вальо. — Львів, 1989. — 203 с.;
- Дмитро Павличко : Бібліогр. покажчик у 2 ч. / М. Вальо — керівник кол. і уклад. -Львів, 1989. — Ч.1. — 324 с.; Ч.ІІ. — С. 327–547;
- Польська література // Українська література в загальнослов'янському і світовому літературному контексті. — Т.4. Література країн Центральної і Південно-Східної Європи на Україні : матеріали до бібліографії (початок XIX — 1980 рр.). — Київ : Наук.думка, 1991. -С.133-269. М.Вальо — співред.тому;
- Бальтазар Гакет і Україна : статті і матеріали / автор-упорядн. М. А. Вальо. — Львів, 1997. −151 с.; іл., карти.;
- Матеріали до вивчення життя і наукової діяльності Б. Гакета : Автобіографія вченого; Листи до барона Карла Еренберга фон Молля; Бібліографія праць Б. Гакета; Література про Б. Гакета. — Львів, 1997. — 151 с.;
- Марія Деркач (1896–1972) : Бібліогр. покажчик. Спогади. Розвідки. Листи. / автор-упорядн. М. А. Вальо. — Львів, 1999. — 271 с.;
- Листи Юрія Меженка до львів'ян  / автор-упорядн. М. А. Вальо. — Львів, 2000. — 185 с.;
- Зеновія Франко (1926–1991) : Статті. Спогади. Матеріали / упоряд. і наук. ред. М. А. Вальо. — Львів, 2003.— 368 с.;
- Іван Франко : бібліографічна спадщина : збірн. вибр. праць і матеріалів / упоряд., передм., прим. М. А. Вальо; наук. ред. М. Ф. Нечиталюк; ЛНБ України ім. В. Стефаника. — Львів, 2008. — 730 с.
- Мовна М., Вальо М. Ірина Вільде (1907-1982) : біобібліографічний покажчик / наук. ред. Л. Сніцарчук. — Львів, 2020. — 624  с.

## Вибрані праці з бібліографознавства і книгознавства
- Товарищество имени Шевченко (Наукове товариство ім. Шевченка, НТШ) // Советская историческая энциклопедия. — Т.14. — 1975. — С.265;
- Видання Академії наук СРСР у фондах бібліотеки [ ім. В. Стефаника АН УРСР] // Книга і знання : темат. зб. наук. праць. — Львів, 1974. — С.142-158;
- Відображення в радянській бібліографії зв'язків української літератури з літературами народів СРСР / АН УРСР; ЛНБ ім. В. Стефаника. — К.: Наук. думка, 1981. — 125 с.;
- Научно-исследовательская деятельность Львовской научной библиотеки им. В. Стефаника АН УССР (1940–1982) // Из истории академических библиотек : сб. науч. трудов. — Москва, 1983. — С.73-104;
- Библиографические источники по изучению латышско-украинских литературных связей // 400 лет книжного дела в Латвии. — Рига, 1988. — С.80-82;
- Іван Франко в бібліографії зарубіжних слов'ян // Іван Франко і світова культура : мат. Міжнар. симпозіуму ЮНЕСКО. — Київ : Наук. думка, 1990. — Кн. 1. — С.385-387;
- Внесок ЛНБ ім. В. Стефаника АН УРСР у бібліографознавство і книгознавство УРСР // Бібліотека — скарбниця духовності: міжнар. наук. конф. до 50-річчя ЛНБ ім. В. Стефаника. — К.: Наук. думка, 1993. — С.16-32;
- Л. Захер-Мазох і Україна // Літературний Львів, 1993, IV, № 5. [Архівовано 30 березня 2022 у Wayback Machine.];
- Бібліографія зв'язків української літератури з літературами західних і південних слов'ян // ІІІ Міжнар. конгрес україністів. — Харків, 1996. — К.1996. — С.207-215;
- Видавнича діяльність Якова Оренштайна в контексті укр. культури : [передмова] // Яків Оренштайн — феномен укр. видавничої справи : каталог виставки (до 120-річчя від дня народження). — Львів, 1998. — С.6-13; С.17-24. — укр. та нім. мовами; пер. нім. А. Вольдан;
- До питання про банки даних з українознавства / Марія Вальо, Луїза Ільницька // ПРОΣФΩNEMA : іст. та філол. розвідки, присвячені 60-річчю акад. Ярослава Ісаєвича. — Львів, 1998. — С.139-143;
- Ільницька Луїза Іванівна // Українська журналістика в іменах; за ред. М. М. Романюка. — Львів,1999. — Вип. 6. — С.113-118;
- Ільницький Микола Миколайович // Там само. — С.118-124;
- Концепції і проблеми слов'янської бібліографії [Доповідь на XVI бібліотекозн. конф. в Іллінойському ЦНТІ, Урбана-Шампейн (США) // Вісник Книжкової палати України. — 1999. — № 6. — С. 4-7; Записки НТШ ;
- Archiwum Władysława Tadeusza Wisłockiego w zbiorach Lwowskiej Biblioteki Narodowej im. W. Stefanyka NAN Ukrainy // Komunikaty Mazursko — Warmińskie. — Olsztyn, 1999. — N 1 (223). — S. 117–121 ;
- Книгознавча діяльність українського Педагогічного товариства «Рідна школа» (1881–1939) // Записки Львівської наукової бібліотеки ім. В. Стефаника. — Львів, 2000. — Вип.7/8. — С.102-112;
- «Руська Трійця»; «Русалка Дністровая» у бібліографії // Шашкевичіана : зб. наук. праць. — Львів; Вінніпег, 2000. — Вип. 3/4. — С. 331–337;
- Україніка в сорабістичній бібліографії / Питання сорабістики / Ін-т славістики ЛНУ ім. І. Франка; Сербський ін-т в Будишані. — Львів, 2000. — С.215-219;
- Україніка в польській ретроспективній бібліографії XIX — половині ХХ ст.// Записки Львівської наукової бібліотеки ім. В. Стефаника. — Львів, 2005. — Вип. 13. — С.18-38;
- Про наукові засади редакторської підготовки видань «Русалки Дністрової» // Шашкевичіана : зб. наук. праць. — Львів, 2004. — Вип. 5/6. — С.90-93; Додатки: С.93-110;
- Вчений рідкісного таланту та одержимості : [передмова] // Олег Купчинський : біобібліогр. покажчик (до 70-річчя від дня народження) / НАН України. ЛНБ ім. В. Стефаника. — Львів, 2006. — С.3-15 ; Варшавські українознавчі зошити. Вип. 19-20 : Studia Ucrainica. — Варшава, 2005. — С. 483–488;
- Одержима наукою та Україною : [передмова] // Лариса Крушельницька : біобібліогр. покажчик / НАН України, ЛНБ ім. В. Стефаника. — Львів, 2008.- С. 3-8;
- Визнаний фахівець з питань бібліографії та книгознавства Луїза Ільницька [з нагоди 70-річчя від дня народження] // Бібліотечний вісник. — 2009. — № 5. — С.54-56;
- Науковий здобуток у бібліографії та книгознавстві : [передмова] // Луїза Ільницька : біобібліогр. покажчик : (до 70-річчя від дня народження) / ЛННБУ ім. В. Стефаника. — Львів, 2009. — С.5-16;
- Універсум бібліографічної спадщини Івана Франка //Записки НТШ. — Т. CCLVII, 2009. — С.94-133;
- Діяльність відділу наукової бібліографії, 1963–2010 рр. // Записки Львівської наукової бібліотеки ім. В. Стефаника : збірн. наук. праць — Львів, 2010. — Вип. 2 (18). — С.181-206;
- Остання прижиттєва праця академіка М. Возняка // Іван Франко : дух, наука, думка, воля : матеріали наук. конгресу, присвяч. 150-річчю від дня народження І. Франка. — Львів, 2010. — С.789-793
- Назавжди — під одним дахом. Незалежний журнал РІЧ, www.ri4.lviv.ua, 23.02.2011 — Рец. на кн.: Олена Степанів — Роман Дашкевич. Спогади нариси / упоряд. Г. Сварник, А. Фелонюк; Львівське відділення ІУАД ім. М. С. Грушевського НАН України. — Львів: Літературна агенція «Піраміда»,2009. — 638 с., XLVIII c., іл.[недоступне посилання з червня 2019]
- Крім того, опубліковала 16 статей в ЕСУ (про Луїзу Ільницьку, Миколу Ільницького, Богдана Зілинського (у співавт. з М. Мушинкою), Богдана Котика, Якова Оренштайна та про польських діячів).